# Medborgarunionen
Medborgarunionen (lettiska: Pilsoniskā savienība, PS) var ett politiskt parti i Lettland, grundat den 26 april 2008 av medlemmar som brutit sig ur det högerpopulistiska Fosterland och frihet. Partiet hade vid sitt bildande sju ledamöter i Lettlands parlament och två ledamöter i Europaparlamentet.
Innan Europaparlamentsvalet 2009 satt partiets Europaparlamentariker i Gruppen Unionen för nationernas Europa, men efter valet satt parlamentarikerna istället i Europeiska folkpartiets grupp (kristdemokrater). Under 2010 blev partiet en fullvärdig medlem i Europeiska folkpartiet (EPP), men 2011 upplöstes partiet genom bildandet av Enhet.